# Tang Haochen
Tang Haochen (chiń. 唐好辰; pinyin Táng Hǎochén; ur. 21 lutego 1994 w Zhengzhou) – chińska tenisistka, reprezentantka kraju w Pucharze Federacji, złota medalistka igrzysk olimpijskich młodzieży z Singapuru 2010 w konkurencji gry podwójnej dziewcząt, finalistka Wimbledonu 2011 w grze podwójnej dziewcząt.
W 2009 roku po raz pierwszy zagrała w turnieju głównym rozgrywek singlowych cyklu ITF – w Shenzhen awansowała do półfinału zawodów, przegrywając z Zheng Saisai 7:5, 5:7, 4:6.
W przeciągu kariery wygrała jeden turniej w grze podwójnej oraz cztery w grze podwójnej rangi ITF.
W sezonie 2014 zadebiutowała w rozgrywkach wielkoszlemowych – rywalizowała w zawodach gry pojedynczej na kortach Australian Open. W pierwszym meczu późniejszą półfinalistką Eugenie Bouchard 5:7, 1:6.

## Wygrane turnieje rangi ITF
| turnieje z pulą nagród 100 000 $ |
| turnieje z pulą nagród 75 000 $  |
| turnieje z pulą nagród 50 000 $  |
| turnieje z pulą nagród 25 000 $  |
| turnieje z pulą nagród 15 000 $  |
| turnieje z pulą nagród 10 000 $  |

### Gra pojedyncza
|    | Data       | Turniej  | Pula     | Naw.   | Finalistka   | Wynik         |
| 1. | 23/03/2014 | Shenzhen | 10 000 $ | twarda | Zhang Kailin | 6:3, 6:2      |
| 2. | 26/06/2016 | Anning   | 10 000 $ | ziemna | Lu Jiaxi     | 6:3, 2:6, 6:3 |

### Gra podwójna
|    | Data       | Turniej  | Pula     | Naw.   | Partnerka | Finalistki           | Wynik    |
| 1. | 05/01/2013 | Hongkong | 10 000 $ | twarda | Tian Ran  | Eri Hozumi Miyu Katō | 6:2, 6:1 |

## Finały juniorskich turniejów wielkoszlemowych

### Gra podwójna (1)
| Końcowy wynik | Rok  | Turniej   | Nawierzchnia | Partnerka    | Przeciwniczki              | Wynik finału  |
| Finalistka    | 2011 | Wimbledon | Trawiasta    | Demi Schuurs | Eugenie Bouchard Grace Min | 7:5, 2:6, 5:7 |